# Namata
Namata est un prénom féminin.

## Sens et origine du prénom
- Prénom féminin d'origine nord-amérindienne[1] du peuple Apache.
- Prénom qui signifie "épouse de Geronimo".
- À ne pas confondre avec le nom de famille "Namata".

## Prénom de personnes célèbres et fréquence
- Prénom aujourd'hui peu usité aux États-Unis[2].
- Prénom qui n'a jamais été donné en France[3].